# 庄司由季
庄司 由季（しょうじ ゆき、4月19日 - ）は、日本の女性声優。オフィスCHK所属。東京都出身。

## 出演作品

### テレビアニメ
- なるたる
- FIX&FOXI（ママ）

### 劇場アニメ
- 神秘の法（女生徒A）

### 吹き替え
- アジア発ドキュメント婚礼後の訴訟
- アンディーダウンのレイダース（元妻）
- イタリアン・ポアゾン（カテリーナ）
- 愛しのアクアマリン
- インザ・ビギニン（バシャ）
- V.マックス（ビヨンダ）
- エア スコーピオン
- エグゼクティブ・プロテクション（スヴェンの娘）
- エマニエル夫人 愛めぐり逢い（マギー）
- エマニエル夫人 愛と背徳の肖像（マギー）
- 拡散したテロ分子の脅威
- クライム&ダイヤモンド
- クルーレス
- 告発者K
- コン・エクスプレス
- サーフィン ドッグ
- ザ・ディヴィジョン
- ザ・フーリガン
- 猿の大陸
- サンダースティックプロ
- CIAザ・エージェンシー
- 飼育（イン）
- 情事
- ゼロトレランス
- ソーイング・ジニー
- 沈黙の追撃
- テイル・スティング
- デッドアウェイ
- デュースワイルド
- トゥースムース
- Dr.HOUSE
- ドリフト（ジェニファー）
- バティニョールおじさん
- ビッグキャッツ
- ヒューマン・ボム
- ファンタジー・クエスト
- ブラック・フライデー
- フラッシュフラッド
- ホスピタル・アンダー・シージ
- ホロコースト -アドルフ・ヒトラーの洗礼-
- マンボ！マンボ！マンボ！
- WARRIORS（エマ）

### CM
- フクイコーポレーション コロンブスの卵新発売編

### イベント
- an - 渋谷パフォーマンス